# 데지 아너즈
데시 아나즈(Desi Arnaz, 본명은 Desiderio Alberto Arnaz y de Acha III, 1917년 3월 2일 ~ 1986년 12월 2일)는 쿠바에서 출생한 미국의 남자 기타리스트, 작곡가, 퍼커셔니스트, 악단 지휘자, 뮤지컬배우, 연극배우, 영화배우, 연극연출가, 영화연출가이다.

## 생애

### 유소년기 시절
- 1935년 직계 가족들과 아울러 망명하는 아버지를 따라 쿠바에서 미국으로 이주.

### 주요 이력
- 1936년 미국에서 기타리스트 데뷔.
- 1937년 미국에서 퍼커셔니스트 데뷔.
- 1940년 미국 영화 《Too many girls》의 주연으로 영화배우 데뷔.
- 1941년 미국에서 연극배우 데뷔.
- 1943년에서 1946년까지 미국 육군에서 복무.
- 1946년 미국 육군 하사 전역.
- 1951년 미국에서 연극연출가 데뷔.
- 1956년 미국 영화 《Forever darling》에 주연, 이 영화로 영화연출가 데뷔.

## 같이 보기
- 데지더리오 아너즈(쿠바의 정치가 출신이며 미국의 행정정치자문가)
- 데지 아너즈 주니어
- 루실 볼
- 루시 아너즈
- 딘 마틴
- 딘 폴 마틴
- 빌리 하인시
- 칼 윌슨
- 마이크 러브